# Mistrzostwa Polski w Pięcioboju Nowoczesnym 2021
Mistrzostwa Polski w Pięcioboju Nowoczesnym 2021 – 68. edycja mistrzostw, która odbyła się w międzynarodowej obsadzie w dniach 16–18 sierpnia 2021 roku w Drzonkowie.
Wśród mężczyzn triumfował Maciej Klimek z Victorii Radom, wśród kobiet Anna Maliszewska z Olimpii Zielona Góra, natomiast w sztafetach mieszanych triumfowali Anna Maliszewska i Sebastian Stasiak z Olimpii Zielona Góra. W zawodach udział wzięły reprezentacje Czech, Irlandii i Niemiec oraz zawodnicy polskich klubów: Bielany Warszawa, Dwójka Tczew, Kapry-Armexim Pruszków, Legia Warszawa, Olimpia Zielona Góra, Victoria Radom, ZKS Drzonków oraz Żoliborz Warszawa. Wraz z zawodami seniorów odbyły się również zawody młodzieżowców.

## Wyniki

### Mężczyźni
| Miejsce | Zawodnik         | Klub/Repr.       | Wynik     |
| ------- | ---------------- | ---------------- | --------- |
|         | Maciej Klimek    | Victoria Radom   | 1431 pkt. |
|         | Maciej Dukielski | Bielany Warszawa | 1429 pkt. |
|         | Kamil Kasperczak | ZKS Drzonków     | 1402 pkt. |

### Kobiety
| Miejsce | Zawodnik         | Klub/Repr.           | Wynik     |
| ------- | ---------------- | -------------------- | --------- |
|         | Anna Maliszewska | Olimpia Zielona Góra | 1353 pkt. |
|         | Oktawia Nowacka  | ZKS Drzonków         | 1347 pkt. |
|         | Natalia Dominiak | ZKS Drzonków         | 1310 pkt. |

### Sztafety mieszane
| Miejsce | Klub/Repr.           | Zawodnicy                           | Wynik     |
| ------- | -------------------- | ----------------------------------- | --------- |
|         | Olimpia Zielona Góra | Anna Maliszewska Sebastian Stasiak  | 1410 pkt. |
|         | ZKS Drzonków         | Natalia Dominiak Kamil Kasperczak   | 1407 pkt. |
|         | Legia Warszawa       | Wiktoria Wierzba Daniel Ławrynowicz | 1402 pkt. |